# 691 Lehigh
691 Lehigh је астероид главног астероидног појаса са пречником од приближно 87,68 .
Афел астероида је на удаљености од 3,371 астрономских јединица (АЈ) од Сунца, а перихел на 2,657 АЈ.
Ексцентрицитет орбите износи 0,118, инклинација (нагиб) орбите у односу на раван еклиптике 13,023 степени, а орбитални период износи 1911,350 дана (5,232 година).
Апсолутна магнитуда астероида је 9,30 а геометријски албедо 0,043.
Астероид је откривен 11. децембра 1909. године.